# مؤسسه مالی

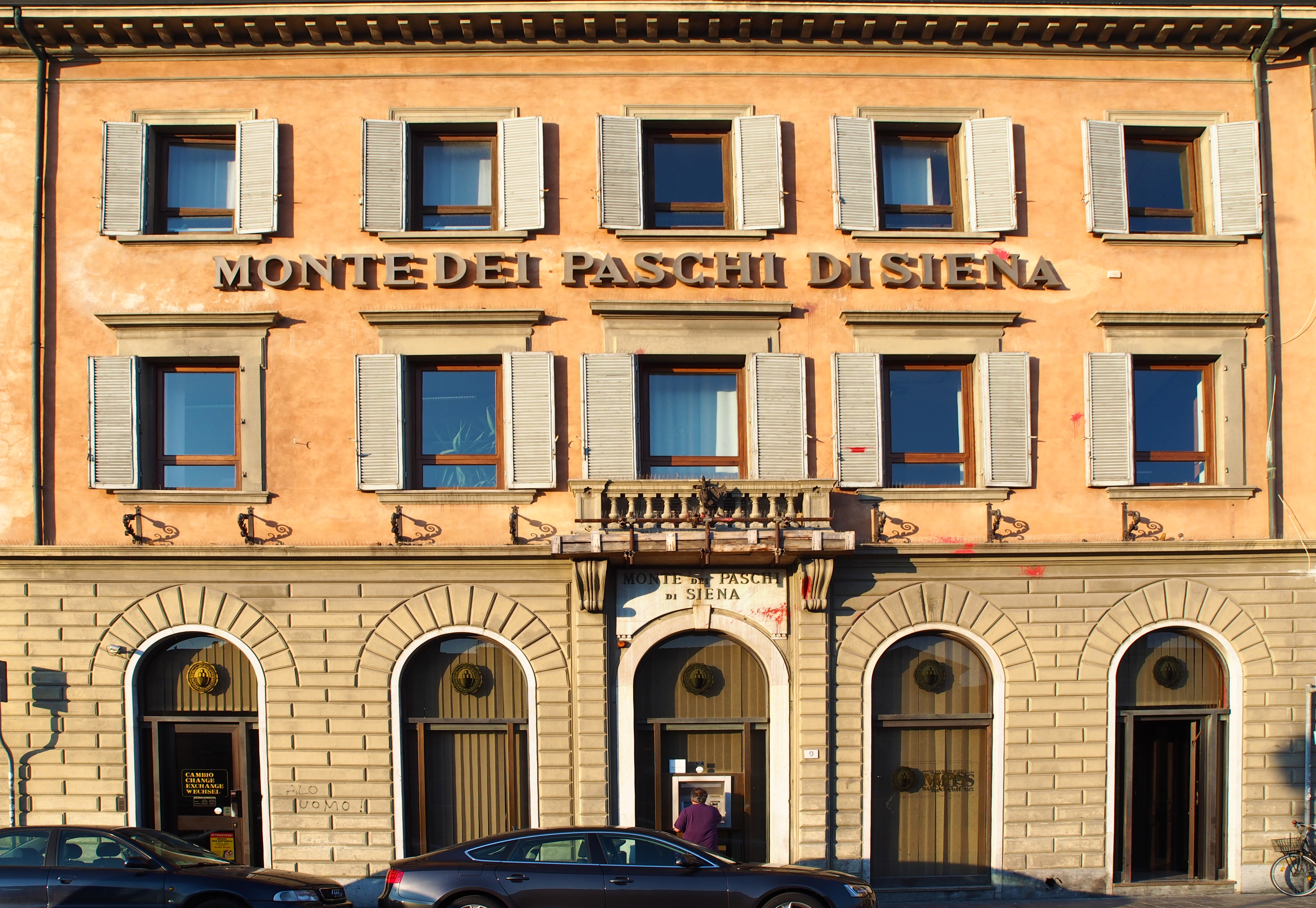
بانک مونته دی پاسچی دی سینا در پیزا

در اقتصاد مالی، مؤسسه مالی، مؤسسه‌ای است که برای اعضا یا مشتریانش خدمات مالی ارائه می‌دهد. احتمالاً مهمترین سرویس مالی که توسط مؤسسات مالی ارائه می‌شود واسطه گری مالی است. بیشتر مؤسسات مالی توسط دولت‌ها کنترل می‌شوند.
به‌طور کلی سه نوع مؤسسه مالی وجود دارند:
1. مؤسسات سپرده گیر که سپرده‌ها دریافت و کنترل می‌کنند و وام می دهند. مانند بانک ها،اتحادیه‌های اعتبار (Credit unions)، شرکت‌های اعتباری (Trust companies)و شرکت‌های پرداخت وام (Mortgage loan)
2. شرکت‌های بیمه و شرکت‌های خدمات بازنشستگی؛ و
3. کارگزاری ها، شرکت‌های تعهد فروش سهام(Underwriters) و شرکت‌های سرمایه‌گذاری.